# ライトニング (バンド)
LIGHTNING（ライトニング 英語: Lightning）は、日本のヘヴィメタルバンド。

## 概要
ガンマ・レイ、ハロウィンなどのジャーマンメタル、イングヴェイ・マルムスティーンや屍忌蛇などからの影響が強く、いわゆる様式美ハードロック的なメロディックさと、アニメソングを髣髴とさせるヒロイックで力強い展開が特徴である。また、歴史、剣豪、人生、IRON-CHINOの芸術に対する美学、哲学などを題材にした、日本語による歌詞も大きな特徴。

## メンバー
- IRON-CHINO （リーダー、エレクトリック・ギター、メインソングライター）
- 御橋（エレクトリックベース、2002年 -）
- 勇舞 （ボーカル、2011年 -）
- ギガスラッシャー （ドラム、2007年 -）
- KOUTA （エレクトリック・ギター、2008年 -）

### 歴代メンバー
- YOHSUKE（ギター、2003年 - 2006年）
- 浜（ドラムス、2003年 - 2006年）
- JUN（ボーカル、2005年 - 2006年）
- ロバートウォーターマン （ボーカル、2007年 - 2011年）

### サポート、ゲストメンバー
- 灰ちゃん（ドラム、2006年 - 2007年 from ヘヴンズフィール、現バンダイナムコアーツ）
- トンガリ（ドラム、2006年 from KNIGHTS OF ROUND）
- yuki（ギター、2007年 from ヘヴンズフィール）※現[いつ?]・紫煉
- Hibiki（ベース、2007年 from LIGHT BRINGER）

## 来歴
2002年、オーディションを繰り返しながら曲を書き溜めていたIRONと御橋が出会い、グループとしてスタート。2003年、浜とYOHSUKEが加入。2005年、JUNが加入し、バンドとしての活動を開始。メンバーチェンジを経て2007年、アルバム『BRAVE HEART』でデビュー。HMV予約ランキング20位、BURRN!誌アルバムチャート36位を記録。
2008年、中心人物であるIRON-CHINOが、アーティストとしてJacksonStars社とリレーションする。
2008年4月、IRONの師匠である屍忌蛇と、目黒鹿鳴館にて共演。
その後もライブ活動を行い、2008年5月には、再び屍忌蛇率いるTRIBUTE OF MASKEDRIDERと渋谷サイクロンで合体。
2010年10月、2ndアルバム「FIVE RINGS」ツアー最終戦は、『死闘!五稜郭!!〜LIGHTNING vs IRON ATTACK!〜』と銘打たれ、自身の別プロジェクトであるIRON ATTACK!との対決が催された。渋谷サイクロン満員札止めとなったこのライブは、後にEARTHSHAKERの映像監督であるレイジ（サイバーギグスエンタテインメント）の指揮による撮影と、ANTHEMのエンジニアである酒井章（YELLOW KNIFE STUDIO）によるミキシングによって2枚組DVDとなり、翌年リリースされた。
2011年3月、マーキー・インコーポレイティドの アヴァロン・レーベルと契約。3rdアルバムは、AVALONレーベルからのリリースとなる。
2011年7月、JAPAN EXPOに出演する。同年、Nolife、Coyote等、フランスのメディア数十社で紹介され、「Thousand Fields」PVが話題となり、最高20位にチャートインする。
2012年8月、スイスの音楽レーベル、NONSTOP Recordsと契約。過去3枚のアルバムを配給。
2014年10月、台湾にて、「ASIA POWER METAL FESTIVAL」と銘打たれた、YAMA-B率いるGUNBRIDGEと、台湾のバンドMinstrel〜吟遊家〜とLIGHTNINGの3マンライブを開催。楽器メーカー各社、及び台湾のレコード会社数社、ショップなどがスポンサーに就く。

## エピソード
- 歴代メンバー全員が格闘技の経験者であり、2006年に脱退したJUN（Vo）は、以前プロキックボクサーとして活動していた。
- 『BRAVE HEART』収録の「STEEL HOLD」で使われている中間部のギターソロは、屍忌蛇がIRONに贈ったものであり、後半部のアウトロ・ギターソロがIRONのプレイによるものである事を、ライブMCに於ける客席からの質問で認めていた。
- メンバーはプライベートでは仲が良い。特にYOUSUKE（Gt）とIRONは、二人で「3日間でどこまで西へ行けるか」という旅をした事がある。ちなみに1日目の夕方まで秋葉原にいた。
- IRON-CHINOは、アニメソングカヴァーバンドABSOLUTE AREAでも、全国ツアーをするなど、活動している。
- 2代目シンガーとして抜擢されたロバート・ウォーターマンは、テキサス出身のハーフであり、日本語は完璧。彼の本業は、俳優座に所属する俳優である。※現在[いつ?]は井上和彦のプロダクション元氣プロ所属である。
- 上記ロバートは、父方の家系が明智光秀の子孫であり、母方の家系がフローレンス・ナイチンゲールの遠縁という出である。
- IRON-CHINOは、RIZING ORBITという、海外向けのバンドも結成している。RIZING ORBITのメンバーは、元アット・ヴァンスのシンガー、オリヴァー・ハートマン（Vo.）、かつてGALNERYUSにもサポートとして参加した、元オリハルコンの長谷川ゆうき（Dr.）である。
- Avantasia来日時、打ち上げ会場の居酒屋へ向かおうとし、アンドレ・マトスと2人で迷子になった事がある。
- IRON-CHINOは、近年プロデュース業にも携わるようになり、上記ABSOLUTE AREAでの盟友、勇者アーサー（ABSOLUTE AREAでの名前は「あさちゃん」）の個人プロジェクトであったDragon Guardianをメジャー・デビューさせた。同バンドのライブ時には、サポートメンバーを派遣するなどしている。
- ギターのKOUTAは、新選組マニアとして有名だが、実際に天然理心流を学んでいる。彼の影響で、企画当初宮本武蔵のコンセプト・アルバムだったFIVE RINGSが、どんどん幕末色を強めていったという。
- IRON-CHINOは、IRON ATTACK!という同人音楽サークルも主宰している。LIGHTNINGが欧州進出した事を受け、IRON ATTACK!も2013年、ワールドツアーを敢行する等、グローバルな活動を展開している。
- 2007・2008年にサポートギタリストを務めたyukiは、後の同人サークルUnlucky Morpheus（あんきも）平野幸村である。
- 2010年、FIVE RINGSツアー最終戦「死闘!五稜郭!!」では、会場外の渋谷スペイン坂に、当日券及び入場待ちのオーディエンスが長蛇の列を作り、その列はスペイン坂下まで伸びた。
- 2012年、タワーレコード渋谷店でインストア・ライブを行う。通常、J-POP系のグループしか呼ばれぬ同店イベントで、異例の[要出典]HM/HRバンドとして出演。なお、アヴァロン・レーベルからは、アンドレ・マトスに続いて2人目。（マトスは、バンドではなく単独出演で、カラオケでの「Carry on」歌唱のみだった）

## オリジナル・アルバム
- BRAVE HEART 2007年　（サウンドホリック HMJ-0005 徳間ジャパンコミュニケーションズ）
- FIVE RINGS 2010年　（キングスリネージュ KLCD006 ディスクユニオン）
- BRAVE HEART Re-birth 2011年　（キングスリネージュ KLCD007 ディスクユニオン）
- JUSTICE STRIKE 2011年　（アヴァロン・レーベル MICP-11027 ビクターエンタテインメント）
- RAISE THE SUN2013年　（アヴァロン・レーベル MICP-11107 ビクターエンタテインメント）　韓国、台湾などアジアでもリリース
- ROAD TO NINJA2015年（SONIC REVOLUTION）

## 映像作品
- 2枚組LIVE DVD「死闘!五稜郭!!〜LIGHTNING vs IRON ATTACK!〜 2011年(キングスリネージュ KLVD001,002 ディスクユニオン)

## デモ音源
- SOLDIER FORCE 2006年(サウンドホリック配給)